# Гандболістка року в Україні
Найкраща гандболістка чемпіонату України - щорічна нагорода найкращій гандболістці сезону в Україні, яка визначається шляхом опитування усіх тренерів і капітанів команд Суперліги, а також тренерів національної збірної України. Проводиться з ініціативи відомого спортивного журналіста Ігоря Грачова. У 2010—2016 рр. публікувалось газетою «Команда», а у 2017—2022 роках телеканалом «XSPORT», де працював журналіст.
Перше опитування проводилося за підсумками сезону 2009/10 і за його результатами перемогла тодішня права крайня  криворізького «Смарта» Юлія Манагарова.

## Регламент
Кожен респондент має шість очок, які розподіляються наступним чином: за перше місце нараховується три очка, за друге — два, за третє — одне.

## Лауреати
Курсивом виділені воротарі
| Сезон   | Переможець (клуб) — очки набрані/можливі  | 2                                        | 3                                                |
| ------- | ----------------------------------------- | ---------------------------------------- | ------------------------------------------------ |
| 2009/10 | Юлія Манагарова («Смарт») — 28/51         | Олена Цигиця («Смарт») — 24              | Ірина Глібко («Запоріжжя-ЗДІА») — 14             |
| 2010/11 | Вікторія Цибуленко («Спарта») — 20/48     | Юлія Манагарова («Спарта») — 16          | Наталія Пархоменко («Спарта») — 14               |
| 2011/12 | Наталія Туркало («Карпати») — 23/42       | Вікторія Цибуленко («Спарта») — 13       | Анна Редька («Спартак») — 9                      |
| 2012/13 | Наталія Туркало («Карпати») — 35/?        | Ірина Стельмах (Галичанка-ЛНУ) — 15      | Юлія Андрійчук («Податковий університет») — 14   |
| 2013/14 | Тамара Смбатян («Галичанка-ЛНУ») — 17/42  | Олена Уманець («Карпати») — 16           | Ірина Стельмах («Галичанка-ЛНУ») — 10            |
| 2014/15 | Ірина Стельмах («Галичанка-ЛНУ») — 28/72  | Наталія Пархоменко («Реал») — 18         | Ірина Яблонська («Карпати») — 15                 |
| 2015/16 | Наталія Туркало («Галичанка-ЛНУ») — 22/45 | Ірина Яблонська («Карпати») — 16         | Альона Рудько («Спартак») — 12                   |
| 2016/17 | Леся Смолінг («Галичанка-ЛНУ») — 22/48    | Ірина Яблонська («Карпати») — 19         | Ірина Компанієць («Карпати») — 16                |
| 2017/18 | Єлизавета Воронько («Карпати») — 15/45    | Ірина Компанієць («Карпати») — 14        | Анна Сторожук («Реал») — 14                      |
| 2018/19 | Ілона Гайкова («Галичанка-ЛНУ») — 26/48   | Яна Готра («Карпати») — 14               | Світлана Аксьонова («Реал») — 14                 |
| 2019/20 | Світлана Аксьонова («Реал») — 28/48       | Наталія Савчин («Галичанка») — 20        | Мар'яна Маркевич («Галичанка») — 11              |
| 2020/21 | Марія Гладун («Галичанка») — 24/54        | Анастасія Мелекесцева («Галичанка») — 13 | Анна Дябло («Дніпрянка») — 13                    |
| 2021/22 | Анастасія Дереклеєва («Реал») — 15/48     | Вікторія Салтанюк («Галичанка») — 15     | Діана Дмитришин («Галичанка») — 12               |
| 2022/23 | Мар'яна Маркевич («Галичанка») — 18/48    | Діана Дмитришин («Галичанка») — 12       | Анастасія Пархоменко («Спартак-ШВСМ», Київ) — 14 |
| 2023/24 | Олеся Дяченко («Галичанка») — 21/54       | Анна Гававка («Карпати») — 14            | Катерина Козак («Галичанка») — 12                |
| 2024/25 | Мілана Шукаль («Галичанка») — 33/45       | Валерія Нестеренко («Карпати») — 16      | Ірина Прокоп'як («Галичанка») — 8                |

## Досягнення

### Гравці
Курсивом виділені воротарі.
| № п/п | Гравець |   |   |   | Всього |
| ----- | --- | - | - | - | ------ |
| 1     | Наталія Туркало («Карпати», «Галичанка-ЛНУ») | 3 |   |   | 3      |
| 2     | Ірина Яблонська («Карпати») | 1 | 2 |   | 3      |
| 3-5   | Вікторія Цибуленко («Спарта»); Юлія Манагарова («Спарта»); Ірина Стельмах («Галичанка-ЛНУ») | 1 | 1 |   | 2      |
| 6     | Світлана Гавриш (Аксьонова) («Реал») | 1 |   | 1 | 1      |
| 7-15  | Тамара Смбатян («Галичанка-ЛНУ»); Леся Смолінг («Галичанка-ЛНУ»); Єлизавета Воронько («Карпати»); Ілона Гайкова («Галичанка-ЛНУ»); Марія Гладун («Галичанка»); Анастасія Дереклеєва («Реал»); Мар'яна Маркевич («Галичанка»); Олеся Дяченко («Галичанка»); Мілана Шукаль («Галичанка»)     | 1 |   |   | 1      |
| 16-18 | Наталія Пархоменко («Спарта», «Реал»); Ірина Компанієць («Карпати»); Діана Дмитришин («Галичанка») |   | 1 | 1 | 2      |
| 19-26 | Олена Цигиця («Смарт»); Олена Уманець («Карпати»); Яна Готра («Карпати»); Наталія Савчин («Галичанка»); Анастасія Мелекесцева («Галичанка»); Вікторія Салтанюк («Галичанка»); Анна Гававка («Карпати»); Валерія Нестеренко («Карпати»)                                                     |   | 1 |   | 1      |
| 27-35 | Ірина Глібко («Запоріжжя-ЗДІА»); Анна Редька («Спартак»); Юлія Андрійчук («Податковий університет»); Альона Рудько («Спартак»); Анна Сторожук («Реал»); Анна Дябло («Дніпрянка»); Анастасія Пархоменко («Спартак-ШВСМ», Київ); Катерина Козак («Галичанка»); Ірина Прокоп'як («Галичанка») |   |   | 1 | 1      |

Топ-10 лауреатів титулу Гандболістка року за всю історію
| №  | Гравець                                           | Загальна кількість очок | Кількість потраплянь у трійку |
| -- | ------------------------------------------------- | ----------------------- | ----------------------------- |
| 1  | Наталія Туркало («Галичанка-ЛНУ», «Карпати»)      | 98                      | 41                            |
| 2  | Світлана Гавриш (Аксьонова) («Реал», «Галичанка») | 56                      | 28                            |
| 3  | Ірина Стельмах («Галичанка-ЛНУ»)                  | 56                      | 27                            |
| 4  | Ірина Яблонська («Карпати»)                       | 50                      | 23                            |
| 5  | Наталія Пархоменко («Спарта»)                     | 49                      | 20                            |
| 6  | Мар'яна Маркевич («Галичанка»)                    | 47                      | 22                            |
| 7  | Юлія Манагарова («Смарт»)                         | 44                      | 19                            |
| 8  | Ірина Компанієць («Карпати»)                      | 42                      | 22                            |
| 9  | Вікторія Цибуленко («Спарта»)                     | 42                      | 18                            |
| 10 | Анна Дябло («Дніпрянка»)                          | 39                      | 21                            |

Розподіл титулу Гандболістка року за клубами
| Клуб             | Кількість титулів | Сезони                                                                 |
| ---------------- | ----------------- | ---------------------------------------------------------------------- |
| «Галичанка»      | 9                 | 2013/14, 2014/15, 2015/16, 2016/17, 2020/21, 2022/23, 2023/24, 2024/25 |
| «Карпати»        | 3                 | 2011/12, 2012/13, 2017/18                                              |
| «Смарт»/«Спарта» | 2                 | 2009/10, 2010/11                                                       |
| «Реал»           | 2                 | 2019/20, 2021/22                                                       |